# Papyrus 43
Papyrus 43 (nach Gregory-Aland mit Sigel {\displaystyle {\mathfrak {P}}}43 bezeichnet) ist eine frühe griechische Abschrift des Neuen Testaments. Dieses Papyrusmanuskript der Offenbarung enthält nur die Verse 2,12–13; 15,8–16,2. Mittels Paläographie wurde es auf das 6. oder 7. Jahrhundert datiert.

## Beschreibung
Der griechische Text des Kodex repräsentiert den Alexandrinischen Texttyp. Aland ordnete ihn wegen seines Alters in Kategorie II ein.
Die Handschrift wird zurzeit in der British Library (Inv. 2241) in London aufbewahrt.